# Fernand Isselé
Fernand Bertrand Isselé (Bruges, 22 febbraio 1915 – maggio 1994) è stato un pallanuotista belga, vincitore di una medaglia di bronzo all'olimpiade di Berlino 1936.